# Joe Spence
Joseph Waters "Joe" Spence (15. december 1898 i Throckley, Northumberland - 31. december 1966) var en engelsk fodboldspiller, mest kendt for sin tid som topscorer for Manchester United fra 1919 til 1933. Han spillede totalt 510 kampe og scorede 168 mål for Manchester-klubben.
Spence var en af Manchester Uniteds store stjerner i mellemkrigstiden, og han var så målfarlig at supportenere til United råbte "Give it to Joe!" ("Spil bolden til Joe!"), når holdet gik i angreb. Hans status i den røde dele af Manchester var høj, og han blev kaldt "Mr. Soccer" ("Hr. Fodbold"). Desværre for Spence var Manchester United inde i klubbens vanskeligste periode under hans storhedstid
Han forlod Manchester United til fordel for Bradford City i 1933, hvor han spillede 75 kampe på to sæsoner og scorede 27 mål. I 1935 skiftede han til Chesterfield.
Da 2. verdenskrig sluttede i 1945, blev han hentet tilbage til Manchester United af deres nye træner, Matt Busby, hvor han skulle være talentspejder. Han fik to landsholdskampe for England under hans karriere.